# Ardacane (província)
Ardaã ou Ardacane (em turco: Ardahan) é uma província (il) do nordeste da Turquia, situada na região (bölge) da Anatólia Oriental (em turco: Doğu Anadolu Bölgesi), com capital na cidade homónima. Tem 5 661 km² de área e em 2020 tinha 96 161 habitantes.